# Sigfússon
Sigfússon ein isländischer und färöischer Name.

## Bedeutung
Der Name ist ein Patronym und bedeutet Sohn des Sigfús. Die weibliche Entsprechung ist Sigfúsdóttir (Tochter des Sigfús).

## Namensträger
- Sæmundur Sigfússon (genannt Sæmundur fróði; 1056–1133), isländischer Priester und Gelehrter
- Steingrímur J. Sigfússon (* 1955), isländischer Politiker
- Thorsteinn I. Sigfusson (1954–2019), isländischer Physiker